# Deborah Cheetham Fraillon
Deborah Joy Cheetham née en 1964 à Nowra, en Nouvelle-Galles du Sud, Australie dans la tribu Yorta Yorta (en), est une compositrice, chanteuse d'opéra, écrivaine aborigène australienne. Elle fait partie des générations volées, enlevée à sa mère à trois semaines et élevée par une famille baptiste blanche. Elle est la première personne aborigène de son pays à composer un opéra, Pecan Summer (en).
En février 2023, elle est nommée titulaire de la première chaire Elizabeth Todd (en) d'études vocales au Conservatoire de musique de Sydney (en).

## Biographie

### Jeunesse et éducation
Deborah Joy Cheetham est née en 1964 à Nowra, en Nouvelle-Galles du Sud. Elle fait partie des générations volées, enlevée à sa mère Monica Little de la tribu aborigène Yorta Yorta (en), à trois semaines et élevée par une famille baptiste blanche.
Elle fréquente le lycée pour filles de Penshurst Georges River College (campus pour filles de Penshurst) (en),.
Cheetham a un baccalauréat en éducation musicale (en) du Conservatoire de musique de Nouvelle-Galles du Sud (en).
Petite et déjé passionnée de musique son enseignante l'emmène  voir son tout premier opéra La veuve joyeuse avec Joan Sutherland.
À 22 ans elle découvre la vérité sur sa naissance aborigène, et sa filliation avec le musicien aborigène Jimmy Little (en), qui est son oncle.

### Carrière d'écrivaine et d'interprète
En 1997, Cheetham écrit sa pièce autobiographique, White Baptist Abba Fan, qui raconte son parcours de femme lesbienne et aborigène pour retrouver sa famille aborigène,. White Baptist Abba Fan est jouée au cours de tournées internationales.
Soprano, Cheetham s'est produite en France, en Allemagne, en Suisse, au Royaume-Uni et en Nouvelle-Zélande. Elle chante Dali Mana Gamarada, sa première composition dans une langue aborigène lors des cérémonies d'ouverture des Jeux olympiques d'été de 2000 et de la Coupe du monde de rugby de 2003,.
En octobre 2010, l'opéra Pecan Summer (en) de Cheetham, basé sur la Marche de Cummeragunja de 1939, est joué à Mooroopna, Victoria. Elle a écrit, composé et joué dans la production de la Short Black Opera Company,. Il s'agit du premier opéra écrit par une personne aborigène australienne et qui a une  distribution entièrement aborigène.
En 2018, Cheetham est l'une des 52 personnes quit contribuent au livre d'Anita Heiss, Growing Up Aboriginal In Australia (en), avec Adam Goodes, Miranda Tapsell (en) et Celeste Liddle (en).
Cheetham écrit le premier requiem d'Australie basé sur les guerres frontalières entre les Premières Nations du sud-ouest de Victoria et les colons entre 1840 et 1863. Le requiem, Eumeralla, a war requiem for peace (« Eumeralla, un requiem de guerre pour la paix » en anglais) est chanté entièrement en langue Gunditjmara (en). Cheetham participe à la première représentation du requiem, le 15 juin 2019 avec l'Orchestre symphonique de Melbourne, le Chœur du MSO et le Chœur d'enfants de Dhungala.
En 2021, l'œuvre de Cheetham The Rivers Sing (créée avec les artistes Byron J Scullin (en) et Thomas Supple) est présentée dans le cadre du festival RISING : (en) à Melbourne. Il a été présenté à nouveau dans le cadre de RISING: en 2024.
Le deuxième opéra de Cheetham, Parrwang Lifts the Sky, est joué pendant la saison 2021 de Victorian Opera (en) et est chanté dans la langue Wadawurrung (en).
Son œuvre Ancient Land Processional, interprétée en trois langues autochtones, es une commande de l' Université d'Australie du Sud et le morceau est joué à chaque cérémonie de remise de diplômes,.
Ghost Light, une courte composition, est interprétée en 2022 dans le cadre de « 50 Fanfares », un projet  de l'Orchestre Symphonique de Sydney.

### Carrière académique
En novembre 2019, Cheetham est nommée professeure de pratique à la Sir Zelman Cowen School of Music de l'Université Monash. Elle est également compositrice en résidence en 2020 à l'Orchestre symphonique de Melbourne.
Cheetham est nommé au Conservatoire de musique de Sydney en février 2023 en tant que première titulaire de la chaire Elizabeth Todd d'études vocales,.

### Autres activités
En mai 2018, Cheetham devient mécène de la chorale Girls' Voices of the Cathedral de la cathédrale anglicane St Paul de Melbourne.
Cheetham plaide pour que les paroles de l'hymne national de l'Australie, Advance Australia Fair soient réécrites.

#### Short Black Opera
Cheetham dirige la compagnie nationale d'opéra des Premières Nations Short Black Opera, basée à Melbourne. Elle offre des « opportunités de formation et de performance aux personnes aborigènes en tant que chanteuses, compositrices, cheffs d'orchestre et instrumentistes du détroit de Torres » en organisant des ateliers pour les enfants aborigènes scolarisés. Le programme Short Black Opera for KIDS est créé en 2009 afin de créer une chorale d'enfants pour l'opéra Pecan Summer, connue sous le nom de Dhungala Children's Choir. La chorale continue de fonctionner après la tounée de l'opéra.

## Vie privée
Cheetham est ouvertement lesbienne. En 2022, elle  annonce être en couple avec la chef d'orchestre Nicolette Fraillon (en).

## Prix et distinctions
En 2014, Cheetham est nommée Officière de l'Ordre d'Australie pour « ses services distingués aux arts du spectacle en tant que chanteuse d'opéra, compositrice et directrice artistique, au développement des artistes autochtones et à l'innovation dans la performance ».
En avril 2018, l'Université d'Australie du Sud décerne à Cheetham un doctorat honorifique en reconnaissance des services rendus à la communauté. En 20225 elle est sur la liste des nominés au Australian of the Year.
- 2018 : Auriel Andrew Memorial Award, Australian Women in Music Awards (en)[34].
- 2019 : National Live Music Awards[35].
- 2019 Sir Bernard Heinze Memorial Award (en) Sir Bernard Heinze Memorial Award (en)[36].
- 2020 : Helpmcann Awards JC Williamson Award (en).
- 2021 : Music Victoria Awards (en)[35].
- 2021 : Lifetime Achievement Award, Australian Women in Music Awards[37].
- Victorian Honour Roll of Women.
- 2023 : Don Banks Music Awards[38].